# Zsolt Simon
Zsolt Simon, maďarsky Simon Zsolt,  (* 26. srpna 1970, Rimavská Sobota, Československo) je slovenský politik maďarské národnosti. V letech 2002–2006 a 2010–2012 působil jako ministr zemědělství a rozvoje venkova Slovenské republiky. Je zakladatelem a předsedou politické strany Fórum.

## Život
V letech 1988 až 1993 studoval mechanizační obor na Provozně ekonomické fakultě Vysoké školy zemědělské v Brně. Po škole se živil jako zemědělec, roku 1995 založil firmu AGROTRADE. Od roku 2000 řídil společnost AGS a spoluzaložil firmu Agroobchod-družstvo.
Od roku 1999 působil jako odborník v oblasti zemědělství ve straně SMK. Ve druhé vládě Mikuláše Dzurindy působil za tuto stranu v letech 2002 až 2006 jako ministr zemědělství a rozvoje venkova Slovenské republiky.
Od 8. července 2010 do 4. dubna 2012 působil ve vládě Ivety Radičové opět ve funkci ministra zemědělství a rozvoje venkova.

## Soukromý život
Je ženatý a má dva syny.